# سيمارا سارلاهي
قرية سيمارا (بالنيبالية सिमरा)، هي إحدى قرى مقاطعة سارلاهي التابعة لمديرية جاناكبور الواقعة في جنوب شرق النيبال.

## السكان
يبلغ إجمالي عدد السكان في قرية سيمارا 5971 نسمة، ويبلغ مجموع عدد الأسر 1051 أسرة. ولكن وفقًا للتعداد الوطني للسكان والمساكن لعام 2011، يبلع عدد الأسر 1365 أسرة، ويبلغ مجموع السكان 8,925 نسمة، وتبلغ نسبة السكان الذكور 4,694 والإناث 4,231.